# Parapholis strigosa
Parapholis strigosa es una especie de planta herbácea, perteneciente a la familia de las poáceas.

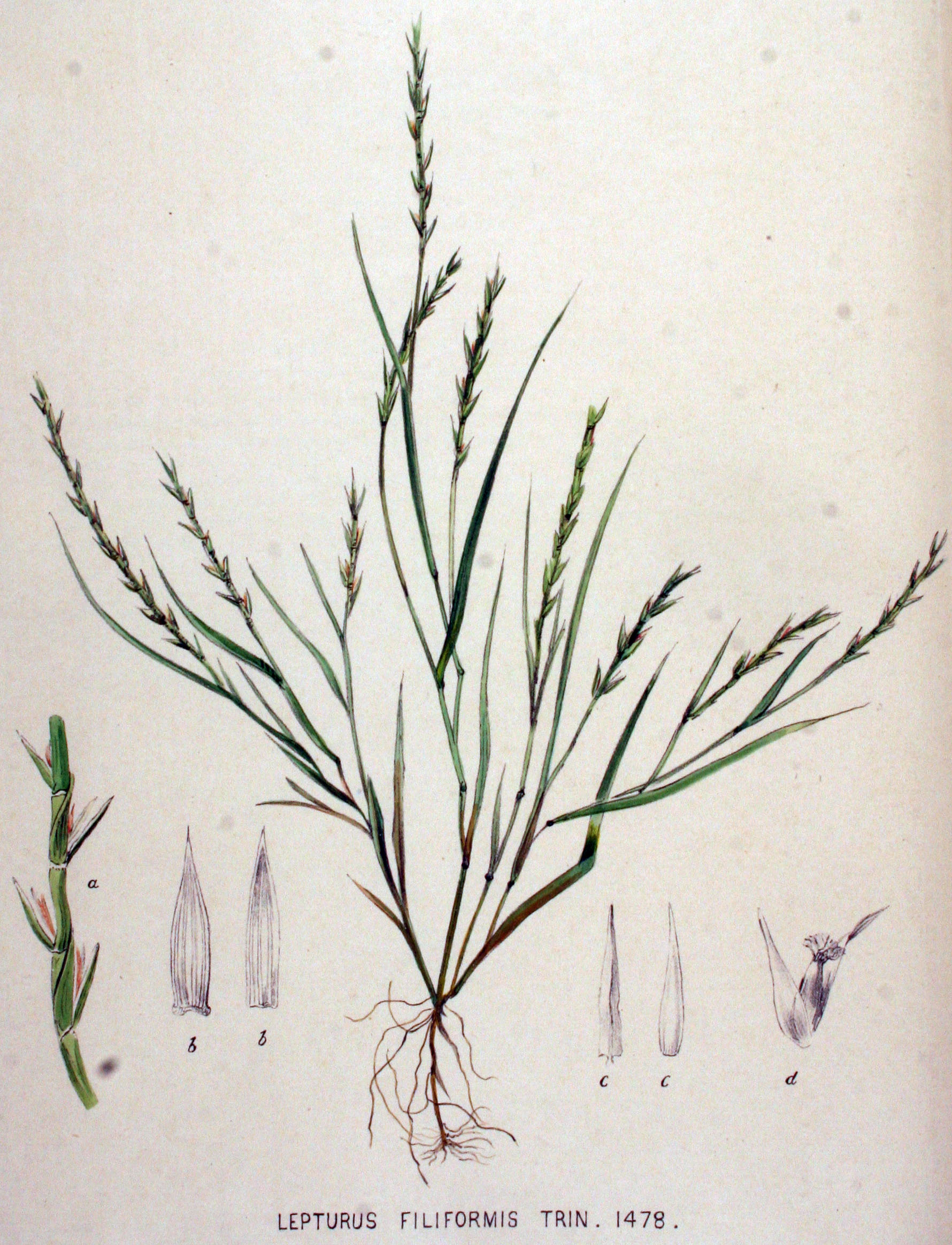
Ilustración

## Descripción
Son plantas  que alcanzan un tamaño de 5 a 20 cm de ancho, poco visible, hierba copetuda ramificada que florece en junio y julio. Sus hojas tienen de dos a cinco nudos y está ramificada en los nudos inferiores. Crece erecta o ascendente. La hierba es fina y sin pelos. Sus hojas  son grises o verdes  cuando son jóvenes. Las hojas se doblan y parecen extremadamente cortas y estrechas  de 5 cm y no mayor de 2,5 mm. Son como la paja muy fuertemente curvada. Las vainas de las hojas son lisas y desnudas. La lígula es de aproximadamente 0,5 mm de largo, membranosa.

## Distribución y hábitat
Se encuentra en la costa del Mar del Norte dispersa, mientras que en la costa del Mar Báltico es rara. En las zonas del interior, la hierba está completamente ausente. De lo contrario la planta es común cerca del mar en toda Europa a Asia occidental y África del Norte. También existen colonias en Australia y Nueva Zelanda, así como en América del Norte. 
Se encuentra en las marismas costeras húmedas-secas y prefiere lugares alterosa húmedos y parcialmente inundados, suelos salinos, arcillosos y arenosos y con una salinidad moderada, clima marítimo y en las inundaciones.

## Taxonomía
Parapholis strigosa fue descrita por (Dumort.) C.E.Hubb.   y publicado en Blumea 3: 14. 1946.
Etimología
Parapholis: nombre genérico que deriva del griego para = (cercano) y Pholiurus (un género relacionado de hierbas); alternativamente, del griego para = (cercano) y pholis = (escama), en alusión a las glumas colaterales.
strigosa: epíteto latino que significa "densamente florido".
Citología
Número de cromosomas de Parapholis strigosa (Fam. Gramineae) y táxones infraespecíficos: 2n=28
Sinonimia
- Lepiurus strigosus Dumort.
- Lepturus incurvatus subsp. vulgatus (Asch. & Graebn.) Rouy
- Lepturus incurvatus var. vulgatus Asch. & Graebn.
- Lepturus strigosus Dumort. basónimo
- Parapholis strigosa (Dumort.) Hyl.[5][6]